# Woodstock Україна
«Woodstock Україна» — український рок-фестиваль, організований Всеукраїнським благодійним фондом Серце до серця.

## Історія
«Вудсток» — один із наймасштабніших і найвизначніших в історії рок-фестивалів, символ вільного і мирного співжиття, а також взаємної допомоги величезної кількості споріднених ідеєю людей.
У 1995 році для волонтерів польської акції «Великий Оркестр Святкової Допомоги» (фундація «WOŚP») було організовано перший польський фестиваль під назвою «Зупинка Woodstock» («Przystanek Woodstock») .
Діяльність фонду «WOŚP» під керівництвом Єжи Овсяка присвячена збору коштів для допомоги дітям-інвалідам і сиротам, а також спрямована на розвиток волонтерського руху. Фестиваль є великою подякою волонтерам за їхню працю впродовж року. Щороку у події беруть участь близько 30 музичних гуртів, почесними гостями фестивалю були «Guano Apes», «Papa Roach», «The Prodigy», «The Stranglers», «Korpiklaani», «Clawfinger» та багато інших. В 2011 році польський «Przystanek Woodstock» відвідало близько 700 000 людей.
У 2012 році Всеукраїнський благодійний фонд «Серце до серця» за підтримки відомого польського діяча Єжи Коніка та українського співака Андрія Кузьменка (Кузьма Скрябін) вирішили перенести традицію Woodstock в Україну з метою віддячити волонтерам за сумлінну співпрацю з фондом та допомогу у зборі коштів на нове медичне обладнання для дітей та дитячих лікарень країни. З цього часу фестиваль мандрує мальовничими куточками України та тепло приймає у свої обійми гостей з усього світу абсолютно безкоштовно, заряджаючи їх миром, коханням та музикою.
Виступи музичних гуртів відбуваються на трьох сценах, а саме: Main, Light та Night.
У рамках Woodstock Ukraine також відбуваються лекції від мандрівників та письменників на літературному майданчику.
Вхід завжди був безкоштовним.

### 2012 (Аеродром у м. Калинівка, Вінницька область 28— 30 серпня)
Перший фестиваль мав відбутися у Вінницькій області та зібрати на своїй сцені 36 гуртів з України, Польщі та Європи. Хедлайнерами фестивалю були зазначені гурти Мед Хедс, Kozak System і Скрябін, а Кузьма Скрябін повинен бути ведучим заходу.
У зв'язку зі штормовими попередженнями та погодними умовами — руйнівним вітром, через неможливість поставити одну з найбільших сцен в Україні (36 м в довжину та 16 м в ширину) організатори змушені були призупинити фестиваль. Людей в загальній мірі було вже небагато але ті, що залишились, все ж таки отримали свою порцію адреналіну.
Уночі першого дня Тарута і Свята варта відіграли невеликий концерт у встановленому шалаші. Не дивлячись на погодні умови і обставини подарували масу тепла і позитиву. Після чого, зібравшись біля вогнища, відривались цілу ніч. Частина людей залишилась на 3 дні, щоб все ж таки відфестивалити, що, до речі, вдалося на славу, адже погоду зробили самі фестивальники. Як результат, Woodstock Ukraine перенесли на наступний рік.

### 2013 (с. Грибівка, Одеська область 16— 21 липня)
Другий фестиваль організатори вирішили перенести під Одеське сонце на теплий пляж села Грибівка. Це було справжнє свято музики, дружби та любові. У 2013 році на фестивалі працювало дві сцени.
На малій сцені грали гурти зі всіх куточків України, які відбирались в два етапи: спочатку Інтернет голосуванням, а потім живим виступом у клубі. А також музичні колективи, які неодноразово допомагали в організації щорічної акції ВБФ «Серце до Серця» та є почесними гостями фонду. В кінці кожного музичного дня на малій сцені відбирали один гурт, який мав можливість зіграти на великій сцені разом з відомими музикантами.
Велика сцена складалась з гуртів України, Польщі, Естонії та Білорусі. Відкривав велику сцену гурт з Білорусі PAWA. Хедлайнерами фествалю стали гурти ТНМК, Мандри та С.К.А.Й. Після півночі гостей фествалю розважали діджеї з Польщі та України.
На цьогорічному фестивалі гурт Гайдамаки вперше представили свою нову програму разом з відомим польським Dj Cai Caslavinieri.
Захід відвідало близько тисячі людей та на майбутнє було вирішено змінити місце проведення, для більш зручного доїзду гостей та гуртів з-за кордону.
- «ТНМК» (Україна)
- «PanKe Shava» (Україна)
- «Sex Mashine Band» (Польща)
- «The ВЙО» (Україна)
- «Bahroma» (Україна)
- «ДримбаДаДзиґа» (Україна)
- «We Are!!» (Україна)
- «PAWA» (Білорусь)
- «Мандри» (Україна)
- «Гайдамаки» (Україна)
- «Wild Pig» (Польща)
- «TaRuta» (Україна)
- «The Velvet Sun» (Україна)
- «Metka» (Польща)
- «Веремій» (Україна)
- «С.К.А.Й.» (Україна)
- «Svjata Vatra» (Естонія)
- «КораЛЛі» (Україна)
- «Гапочка» (Україна)
- «Фіолет» (Україна)
- «Kalo Chavo» (Сербія)
- «SWEETLO» (Україна)

### 2014 (Свірзький замок, Львівська область 8— 12 липня)
У 2014 фестиваль перемістили до замку Свірж, де він став більш схожим на свого американського «брата» — через війну на Донбасі обрали промовисте гасло «STOP WAR» що означає Зупиніть війну.
Попри події в країні організатори не відмовились від антивоєнного спрямування, а за мету взяли об'єднання молоді навколо культури. Традиційно три дні фестивалю були окутані музикою, а зі сцени лунали теплі та щирі слова підтримки від іноземних виконавців. Фестиваль відвідало близько 8 тисяч людей.
- «Neil Taylor» (Англія)
- «Enclose» (Мексика)
- «Death by Chocolate» (Швейцарія)
- «Wild Pig» (PL)
- «Black Powder Toys» (Канада)
- «Metka» (Польща)
- «Modiwo» (Румунія)
- «The Stylacja» (Польща)
- «KaCeZet & Fundamenty» (Польща)
- «ADSU» (Польща)
- «Offensywa» (Польща)
- «Atmasfera» (Україна)
- «Freddy Marx Street»
- «Farinhate»
- «Gerold»
- «Green Silence»
- «Kompas»
- «Ot Vinta»
- «КораЛЛі»
- «Брат Кіндрат»
- «Latur»
- «Малхолланд Драйв»
- «PanKe Shava»
- «Washing Tones»
- «Тінь сонця» (Україна)
- «Бандурбенд» (Україна)
- «Подорож по вертикалі»

### 2015 (Свірзький замок, Львівська область 7— 9 серпня)
Цей Woodstock був присвячений одному з засновників фестивалю, лідеру гурту Скрябін Андрію Кузьменку, який трагічно загинув в автокатастрофі у лютому того ж року. Він три роки поспіль брав активну участь в розвитку Вудстока та його проведенні. Кузьма зробив величезний внесок в фестиваль та у розвиток волонтерства в Україні.
Особливістю цьогорічного фестивалю було те, що він функціонував майже цілодобово. Зранку починала діяти мала сцена, з 16:00 стартувала велика сцена, потім нічна DJ-сцена. В рамках фестивалю також проводили кінопокази, конкурси, велоперегони. Навіть можна було зіграти фестивальне весілля, такий шлюб був чинний лише на період фестивалю, за даними організаторів, цією послугою скористалися більше тридцяти пар. А сам фестиваль відвідало більше 10 тисяч гостей.
- «Ot Vinta» (Україна)
- «Дай Дорогу» (Білорусь)
- «Zmaza» (Польща)
- «Farinhate» (Україна)
- «Деньги Вперед» (Україна)
- «PIANO» (Україна)
- «Натоліч» (Україна)
- «Akute» (Білорусь)
- «Raggafaya» (Польща)
- «Мері» (Україна)
- «Atmasfera» (Україна)
- «Безодня» (Україна)
- «Anebo» (Україна)
- «Женя Скрудж» (Україна)
- «SWEETLO» (Україна)
- «Pull The Wire» (Польща)
- «Bahroma» (Україна)
- «Epolets» (Україна)
- «5 Vymir» (Україна)
- «Леді Арлет» (Україна)
- «Indytronics» (Україна)
- «Правиця» (Україна)

### 2016 (Свірзький замок, Львівська область 28— 30 липня)
Третій рік поспіль фестиваль відбувся на території Свірзького замку. Це був п'ятий ювілейний Вудсток в Україні. Хедлайнерами того року став гурт «O.Torvald», який вже через рік представив Україну на конкурсі Євробачення. У 2016 перший раз на великій сцені Вудстока залунав гурт Скрябін в оновленому складі з солістом Євгенієм Толочним. Відвідувачів налічувалось вже близько 12 тисяч.
Фестиваль всього за декілька років набув великих масштабів і територія замку видалась замалою для такої кількості людей, тому було вирішено шукати нову, більш комфортну локацію.
- «O.Torvald» (Україна)
- «Clock Machine» (Польща)
- «Sinoptik» (Україна)
- «ТаРута» (Україна)
- «Шана» (Україна)
- «еЕ» (Україна)
- «Восьмий день» (Україна)
- «One Light Inside» (Україна)

- «Скрябін» (Україна)
- «Дай Дарогу» (Білорусь)
- «Фіолет» (Україна)
- «Кімната Гретхен» (Україна)
- «Arlett» (Україна)
- «Indytronics» (Україна)
- «Безодня» (Україна)
- «Cherry-merry» (Україна)

- «Morphine Suffering» (Україна)
- «Wild Pig» (Польща)
- «Detach» (Україна)
- «Bahroma» (Україна)
- «The Dues» (Швейцарія)
- «Fontaliza» (Україна)
- «Pawa»
- «Триставісім» (Україна)

### 2017 (Аеродром Цунів, Львівська область 11— 13 серпня)
«Відстебніть ремені безпеки. Злітаємо!» — під таким девізом відбувся черговий Вудсток на Аеродромі Цунів у Львівській обл. Аеродром був розташований просто у центрі фестивалю, тому стоянку різноманітних літальних апаратів було видно з будь-якої точки.
Особливістю цьогорічного фестивалю була можливість усіх бажаючих стрибнути вниз із висоти декілька сотень метрів з парашутом або здійснити політ літаком над територією. Хедлайнерами фестивалю був український гурт Sinoptik та польські — Tabu та Materia. Кількість відвідувачів зросла до рекордних 15 тисяч людей, наповнених миром, коханням та музикою.
- «Tabu» (Польща)
- «Akute» (Білорусь)
- «Фіолет» (Україна)
- «Le Basour» (Італія)
- «Roll Models» (Україна)
- «Патроничі» (Україна)
- «Oho!koko» (Польща)
- «M'eleron» (Україна)
- «Alt.End» (Україна)

- «Sinoptik» (Україна)
- «Detach» (Білорусь)
- «Chorzy» (Польща)
- «Pull The Wire» (Польща)
- «Кораллі» (Україна)
- «Кімната Гретхен» (Україна)
- «Kira Mazur» (Україна)
- «Secret Forest» (Україна)
- «Potth» (Польща)
- «Materia» (Польща)
- «Epolets» (Україна)
- «Fontaliza» (Україна)
- «One Light Inside» (Україна)
- «Натоліч» (Україна)
- «Godbite» (Польща)
- «Motanka» (Україна)
- «Radioslam» (Польща)
- «Mountain Breeze» (Україна)

### 2018 (с. Заверешиця, Львівська область 9— 11 серпня)
Фестиваль-2018 розпочався 9 серпня за 30 км від Львова в с. Заверешиця (див. Цунів (аеродром)) у Городоцькому районі.
- «Morphine Suffering» (Україна)
- «Exit Empire» (Чехія)
- «FRANCO» (Україна)
- «Me'leron» (Україна)
- «The Nexstone» (Україна)
- «Papyllon» (Словаччина)
- «Іспанія» (Україна)
- «Eta» (Польща)
- «OHO!KOKO» (Польща)

- «Faza Error» (Польща)
- «Onaway» (Україна)
- «Chevy» (Польща)
- «Radioslam» (Польща)
- «Ліловий» (Україна)
- «Atmasfera» (Україна)
- «Beast Riders» (Україна)
- «Chemia» (Польща)
- «Weesp» (Білорусь)
- «HAOS» (Україна)
- «The Edge Of Reason» (Німеччина)
- «Hope» (Польща)
- «Secret Forest» (Україна)
- «Рай Із Твоїх Снів» (Україна)
- «The Sixpounder» (Польща)
- «StereoЛом» (Україна)